# GIRL (7ORDERの曲)
「GIRL」（ガール）は、7ORDERの楽曲。同グループの配信シングルとして、2020年5月23日に発売された。

## リリース
7ORDER主演舞台「GIRL」のテーマソングとして制作された。また主宰レーベル「7ORDER RECORDS」より完全受注生産でCD盤が5月22日に発売している。CD盤に付属されている折り紙を折るとMVやオフショット等の視聴ができる特設サイトのパスワードが分かるようになっている。

## 収録内容

### CD
1. 「GIRL」 – 4:30
作詞・作曲：Music Junction